# Forte Filippo
Il forte Filippo è una fortificazione costiera situata nel comune di Monte Argentario, sulla vetta di un promontorio che domina da nord-est la frazione di Porto Ercole e l'intera baia del porto vecchio.

## Storia

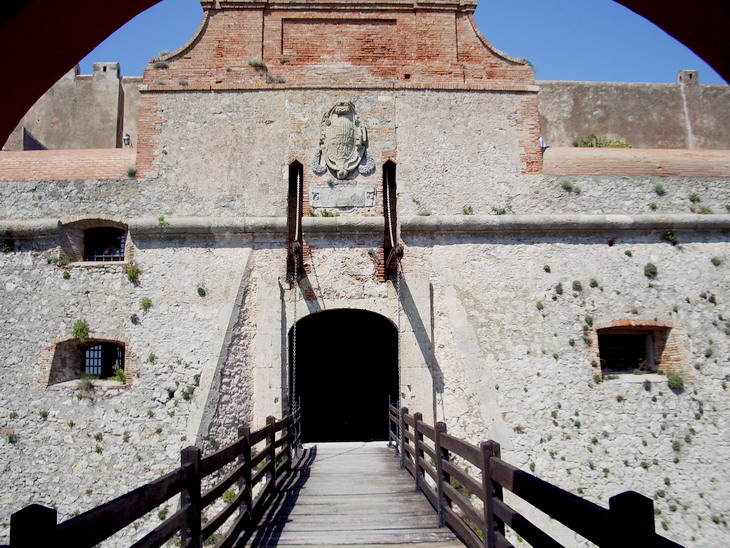
Ingresso con ponte levatoio

L'attuale fortificazione venne costruita dall'architetto Giovanni Camerini poco dopo la metà del Cinquecento, nel luogo dove sorgeva una struttura di avvistamento di epoca precedente, per implementare e migliorare il sistema difensivo dello Stato dei Presidi. Lo stesso architetto aveva partecipato anche alla realizzazione di altre strutture difensive della zona, tra i quali il forte Stella.
Il luogo scelto dagli Spagnoli per la costruzione del complesso difensivo era già sede del forte Sant'Ermo, opera difensiva realizzata dai Senesi nel corso del Quattrocento per potenziare il sistema difensivo lungo il tratto litoraneo meridionale del territorio allora amministrato dalla Repubblica di Siena. Con il passaggio dell'intera zona nello Stato dei Presidi, la preesistente fortificazione senese non era ritenuta idonea per integrarsi nel nuovo sistema difensivo: fu così decisa la sua demolizione per lasciare posto all'attuale struttura fortificata che venne realizzata nel 1558. La denominazione fu scelta in onore di re Filippo II di Spagna che incaricò direttamente il Camerini di eseguire i lavori.
La fortificazione alla moderna così realizzata iniziò a svolgere le sue funzioni di avvistamento e all'occorrenza anche di difesa ed offesa, con la possibilità di un'integrazione attiva con la vicina torre del Mulinaccio; vista la sua posizione sulla vetta di un poggio impervio difficilmente raggiungibile, il complesso era ritenuto praticamente inespugnabile e, in caso di attacchi nemici, diveniva la sede dello stato maggiore.
Tra la fine del Settecento e i primi anni dell'Ottocento furono effettuati vari interventi di ristrutturazione, dai Francesi durante il periodo napoleonico e dai Lorena dopo il passaggio dell'intero territorio nel granducato di Toscana. Proprio in quest'epoca fu decisa la realizzazione della cappella di San Nicola al posto di quella preesistente tardocinquecentesca.
Dopo l'Unità d'Italia il complesso fu gradualmente dismesso dalle originarie funzioni militari, per essere poi trasformato in carcere alla fine dell'Ottocento e, durante la seconda guerra mondiale, divenne luogo di rifugio per la popolazione durante i numerosi bombardamenti che colpirono la zona.
Nella seconda metà del secolo scorso il complesso fu ceduto a privati, in seguito restaurato e riportato agli antichi splendori; i fabbricati situati all'interno del fortilizio, che in passato erano adibiti a funzioni militari, sono stati trasformati in edifici abitativi. Prima che venissero effettuati i definitivi interventi di ristrutturazione, il complesso appartenne anche ai principi Corsini di Firenze.

## Descrizione

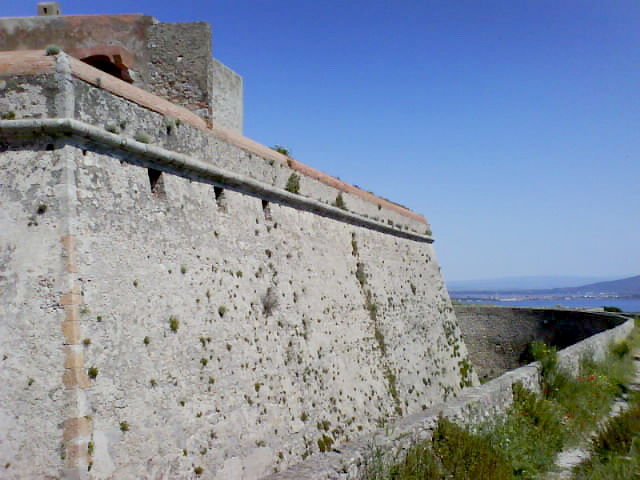
Bastione nord-orientale

Il forte Filippo si presenta come un imponente complesso fortificato che si sviluppa a pianta quadrangolare, con un fortilizio che delimita l'intera struttura difensiva costituito da una doppia cortina muraria con massiccio basamento a scarpa cordonato, che a sua volta racchiude un ampio e profondo fossato che divide il fortilizio esterno da quello interno. Le doppie mura di cinta delimitano a ciascun angolo un doppio bastione di forma triangolare, esterno ed interno, oltre ad un quinto bastione singolo minore che si sviluppa a pianta pentagonale sporgendo dalla cortina muraria esterna lungo il lato settentrionale del complesso. In alcuni tratti si è conservato il camminamento di ronda lungo i parapetti murari del fortilizio. La particolarità architettonica che contraddistingue nell'insieme il fortilizio è l'asimmetria dei bastioni angolari, che lungo le cortine murarie esterne conservano le nicchie ove venivano collocate le armi di attacco e di difesa attiva. Dal bastione settentrionale, una cortina muraria si distacca ponendosi a protezione del sentiero di collegamento tra la fortificazione e la vicina torre del Mulinaccio, mentre a est vi erano collegamenti in superficie con il forte Santa Caterina.

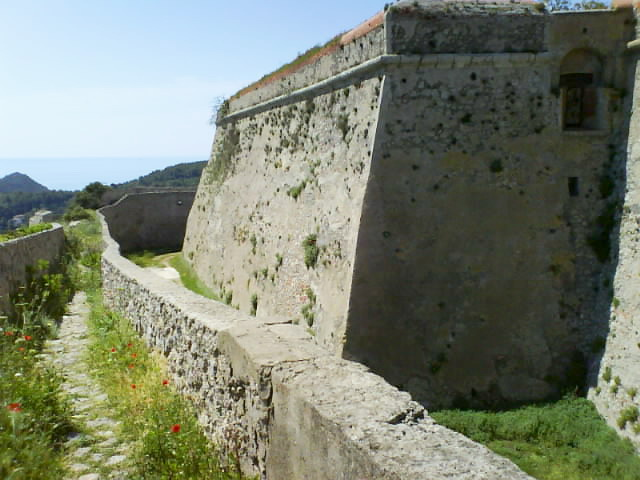
Bastione sud-orientale

L'accesso alla fortificazione avviene dal lato orientale del complesso, dove una porta d'ingresso ad arco tondo si apre presso il rivellino immettendo sul caratteristico ponte levatoio che conduce alla seconda porta che si apre lungo la cortina muraria interna rivestita in pietra: quest'ultima porta si presenta ad arco ribassato rivestito in travertino, sopra il quale è collocato una grande stemma della Spagna.

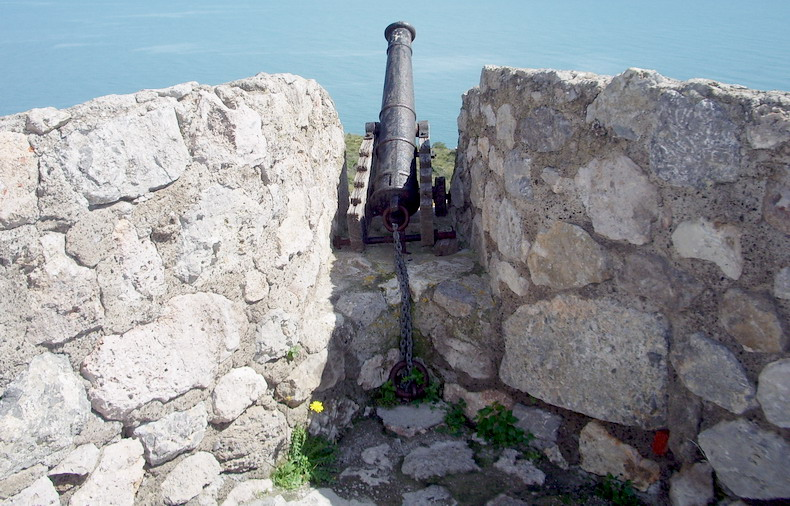
Cannoniera

Dall'ampio cortile interno sono raggiungibili gli edifici che in passato erano adibiti a funzioni militari. Essi ospitavano una polveriera, un presidio di primo soccorso, gli alloggi delle sentinelle e magazzini di deposito; tra loro spicca ancora la presenza del corpo di fabbrica ad aula unica della settecentesca cappella di San Nicola. Vari fabbricati sono adibiti ad abitazioni a seguito dei restauri effettuati nella seconda metà del secolo scorso.
In alcuni ambienti interni è stato allestito un museo privato visitabile su appuntamento.